# Kempynus incisus
Kempynus incisus is een insect uit de familie watergaasvliegen (Osmylidae), die tot de orde netvleugeligen (Neuroptera) behoort. 
Kempynus incisus is voor het eerst wetenschappelijk beschreven door McLachlan in 1863. De soort komt voor in Nieuw-Zeeland en mogelijk Australië.